# HK Ankaret
HK Ankaret är en svensk handbollsklubb i Bjärred, Lomma kommun.
Klubben grundades 1975 av bjärredsbon Kjell-Åke Nilsson och den bedriver idag handbollsverksamhet för både herrar och damer. Herrarna spelar säsong 23/24 i division 3 och damerna spelar säsong 23/24 i division 3. Både herrarna och damerna spelar sina hemmamatcher i Borgebyhallen "Borgen". HK Ankaret har även många ungdomslag med verksamhet både i Bjärred och Lomma. HK Ankaret har ett av Sveriges största ungdomsverksamheter.